# بوچکوو
بوچکوو (به لهستانی:  Boczków) یک روستا در لهستان است که در گمینا نووه سکالمیژتسه واقع شده‌است. بوچکوو ۴۰۰ نفر جمعیت دارد و ۱۳۵ متر بالاتر از سطح دریا واقع شده‌است.